# Cantiers
Cantiers és un antic municipi de França, situat al departament de l'Eure i a la regió de Normandia. L'any 2007 tenia 199 habitants, el 2015 eren 235. El 1er de gener de 2016 va esdevenir municipi delegat del municipi nou de Vexin-sur-Epte.

## Demografia

### Població
El 2007 la població de fet de Cantiers era de 199 persones. Hi havia 68 famílies de les quals 8 eren unipersonals (8 dones vivint soles i 8 dones vivint soles), 24 parelles sense fills, 32 parelles amb fills i 4 famílies monoparentals amb fills.
La població ha evolucionat segons el següent gràfic:
Habitants censats

### Habitatges
El 2007 hi havia 79 habitatges, 71 eren l'habitatge principal de la família i 8 eren segones residències. Tots els 78 habitatges eren cases. Dels 71 habitatges principals, 61 estaven ocupats pels seus propietaris, 7 estaven llogats i ocupats pels llogaters i 3 estaven cedits a títol gratuït; 1 tenia dues cambres, 7 en tenien tres, 21 en tenien quatre i 42 en tenien cinc o més. 59 habitatges disposaven pel capbaix d'una plaça de pàrquing. A 25 habitatges hi havia un automòbil i a 43 n'hi havia dos o més.

### Piràmide de població
La piràmide de població per edats i sexe el 2009 era:
| Homes | Edats   | Dones |
| ----- | ------- | ----- |
| 0     | 95 o +  | 0     |
| 0     | 90 a 94 | 0     |
| 0     | 85 a 89 | 0     |
| 0     | 80 a 84 | 0     |
| 0     | 75 a 79 | 0     |
| 0     | 70 a 74 | 0     |
| 0     | 65 a 69 | 0     |
| 12    | 60 a 64 | 4     |
| 8     | 55 a 59 | 4     |
| 4     | 50 a 54 | 8     |
| 12    | 45 a 49 | 0     |
| 16    | 40 a 44 | 8     |
| 4     | 35 a 39 | 24    |
| 8     | 30 a 34 | 12    |
| 8     | 25 a 29 | 0     |
| 0     | 20 a 24 | 0     |
| 20    | 15 a 19 | 12    |
| 0     | 10 a 14 | 12    |
| 28    | 5 a 9   | 8     |
| 4     | 0 a 4   | 4     |

## Economia
El 2007 la població en edat de treballar era de 145 persones, 116 eren actives i 29 eren inactives. De les 116 persones actives 108 estaven ocupades (59 homes i 49 dones) i 8 estaven aturades (2 homes i 6 dones). De les 29 persones inactives 6 estaven jubilades, 12 estaven estudiant i 11 estaven classificades com a «altres inactius».

### Ingressos
El 2009 a Cantiers hi havia 72 unitats fiscals que integraven 217,5 persones, la mediana anual d'ingressos fiscals per persona era de 22.280 €.

### Activitats econòmiques
Els 6 establiments que hi havia el 2007 eren d'empreses de construcció.
Dels 6 establiments de servei als particulars que hi havia el 2009, 2 eren paletes, 2 guixaires pintors, 1 fusteria i 1 lampisteria.
L'any 2000 a Cantiers hi havia 3 explotacions agrícoles que ocupaven un total de 543 hectàrees.

## Equipaments sanitaris i escolars
El 2009 hi havia una escola elemental integrada dins d'un grup escolar amb les comunes properes formant una escola dispersa.

## Poblacions més properes
El següent diagrama mostra les poblacions més properes.